# Magnano (mestiere)
Magnano (dal latino parlato *manianus, da manus, "mano"), o stagnino o coccolinaro, era un antico mestiere itinerante.
Era un saldatore che si stabiliva temporaneamente nelle piazze dei vari paesi, e dopo aver preparato il suo riparo e la sua fucinella portatile alimentata a carbone, attendeva le massaie che gli portassero secchi, padelle e pentole da aggiustare e da stagnare. Nella sua bottega realizzava tantissimi oggetti da casa e da lavoro (caffettiere, imbuti, secchi, ecc.), utilizzando la lamiera di ferro dolce, ma soprattutto il rame, duttile alla piegatura per far assumere all'oggetto la forma voluta. Le giunture si ottenevano sovrapponendo i lembi, per poi perforarli nel contorno e chiodarli con ribattini dello stesso metallo. Infine i bordi venivano riempiti con lo stagno che veniva fuso con l'apposito attrezzo arroventato nella fucina.
Visto l'ampio uso di carboni e ferro, facilmente questi artigiani erano riconoscibili dalla fuliggine.
Altra variante è quella di fabbri specializzati nelle serrature e chiavi, da "manua"  maniglia, che trova anche conferma nella forma catalana manyà e nella traduzione inglese locksmith e nella traduzione tedesca Schlosser.

## Il cognome
I cognomi Magnani (diffuso in Emilia con ceppi nel Lazio) e Magnano (in Piemonte, in particolare nella zona compresa tra Barge, Cavour e Bagnolo) prendono origine da questa antica professione.